# VN Adria Mobil
Velika nagrada Adria Mobil (angleško Grand Prix  Adria Mobil) je enodnevna cestno kolesarska dirka v okolici Novega mesta, ki jo organizira KK Adria Mobil. Prva izvedba je bila aprila 2015, kot del UCI Europe Toura in kategorizirana kot 1.2. Prvi zmagovalec je Marko Kump. 
KK Adria Mobil je prvo dirko organiziral v spomin na 50 letno ustanovitvijo podjetja Adria Mobil, sicer, od 2005, glavnega sponzorja.
Trasa je ponavadi dolga 180 km. Ima dva gorska cilja (Brezovica in Vahta), sledita dva kroga z vzponom na Gabrje in zaključni krogi (leta 2019 trije) po Novem mestu, s ciljem na Glavnem trgu. 

## Pregled
| Leto | Zmagovalec                                          | 2. mesto                                            | 3. mesto                                             | Gorski cilji                                                    | Dolžina                                             | Čas zmagovalca                                      | Viri        |
| ---- | --------------------------------------------------- | --------------------------------------------------- | ---------------------------------------------------- | --------------------------------------------------------------- | --------------------------------------------------- | --------------------------------------------------- | ----------- |
| 2015 | Marko Kump (Adria Mobil)                            | Filippo Fortin (GM Cycling Team)                    | Mattia Gavazzi (Amore & Vita–Selle SMP)              | Matija Kvasina (Team Felbermayr–Simplon Wels)                   | 168,3                                               | 4:08:23                                             | [ 1 ]       |
| 2016 | Filippo Fortin (GM Europa Ovini)                    | Alberto Cecchin (Team Roth)                         | Eugenio Bani (Amore & Vita–Selle SMP)                |                                                                 | 176,6                                               | 4:13:24                                             | [ 2 ]       |
| 2017 | Antonio Parrinello (GM Europa Ovini)                | Nicola Gaffurini (Sangemini–MG.K Vis)               | Stanislau Bazhkou (Minsk Cycling Club)               | Carlos Andres Becerra Alarcon (Bicicletas Strongman)            | 183,0                                               | 4:16:01                                             | [ 3 ]       |
| 2018 | Filippo Fortin (Team Felbermayr–Simplon Wels)       | Nicola Venchiarutti (Cycling Team Friuli)           | Jirí Polnický (Elkov–Author)                         | William David Muñoz (Bicicletas Strongman–Colombia Coldeportes) | 183,8                                               | 4:20:55                                             | [ 4 ]       |
| 2019 | Marko Kump (Adria Mobil)                            | František Sisr (Elkov–Author)                       | Daniel Auer (Maloja Pushbikers)                      | Benjamin Hill (Ljubljana Gusto Santic)                          | 184,2                                               | 4h 43' 55″                                          | [ 5 ] [ 6 ] |
| 2020 | odpoved zaradi Pandemije koronavirusne bolezni 2019 | odpoved zaradi Pandemije koronavirusne bolezni 2019 | odpoved zaradi Pandemije koronavirusne bolezni 2019  | odpoved zaradi Pandemije koronavirusne bolezni 2019             | odpoved zaradi Pandemije koronavirusne bolezni 2019 | odpoved zaradi Pandemije koronavirusne bolezni 2019 |             |
| 2021 | Marjin van den Berg (Groupama–FDJ)                  | Filippo Fiorelli (Bardiani–CSF–Faizanè)             | Adam Ťoupalík (Elkov–Kasper)                         | Matthias Mangertseder (Team Felbermayr–Simplon Wels)            | 181,5                                               | 4:23:04                                             | [ 7 ] [ 8 ] |
| 2022 | Maciej Paterski (Voster ATS Team)                   | Andrea Debiasi (Cycling Team Friuli ASD)            | Nicola Venchiarutti (Work Service–Vitalcare–Dynatek) |                                                                 | 181,5                                               | 4:35:07                                             | [ 9 ]       |
| 2023 | Tilen Finkšt (Adria Mobil)                          | Filippo Fortin (Maloja Pushbikers)                  | Luca Colnaghi (Green Project–Bardiani–CSF–Faizanè )  |                                                                 | 180                                                 | 4:08:50                                             | [ 10 ]      |
| 2024 | Žak Eržen (CTF Victorious)                          | Jakub Mareczko (Team Corratec–Vini Fantini)         | Simone Buda (So.L.Me. – Olmo)                        |                                                                 | 179,5                                               | 4:02:30                                             | [ 11 ]      |